# Amateurradioastronomie
Amateurradioastronomie ist ein Teilbereich der Amateurastronomie, welcher sich mit der Beobachtung astronomischer Objekte im Radiobereich befasst.

## Instrumente
Amateur-Radioastronomen fertigen ihre Instrumente meistens selbst. Dabei greifen sie oft auf verfügbare Bauteile aus anderen Technikbereichen, wie Sat-Parabolantennen, LNBs oder Amateurfunk-Empfänger, zurück. Bereits aus einfachen Bausteinen lässt sich ein Radioteleskop zur Beobachtung der Sonne herstellen. Die amerikanische Luft- und Raumfahrtbehörde NASA stellt darüber hinaus im Rahmen des Projekts Radio JOVE entsprechende Hard- und Software bereit.

## Beobachtungen
Aufgrund der vergleichsweise kleinen Parabolantennen der Amateurradioastronomen, meist unter 3 Meter, und der daraus resultierenden geringen Auflösung und Empfindlichkeit beschränken sich die Möglichkeiten auf die Beobachtung von Objekten im Sonnensystem (z. B. Jupiter-Bursts) und helleren Objekten innerhalb der Milchstraße. Einigen Amateurradioastronomen ist bereits die Detektion von Pulsaren gelungen.

## Beobachtung der Sonne
Als Beispiel sei eine Eruption der Sonne vom 30. August 2002 angeführt, die auf zwei Frequenzen gleichzeitig gemessen wurde. Die blaue Kurve gibt die Intensität bei der Frequenz von 430 MHz (das ist eine Wellenlänge von 70 cm) und die rote bei 2400 MHz (13 cm Wellenlänge) wieder. Die Maxima der beiden Signale stimmen zeitlich genau mit den Aufzeichnungen der Sonnen-Satelliten GOES 8 und 10 überein.
Als Antenne wurde für den 430-MHz-Bereich eine vierfach gestockte Yagi-Antenne mit 21 dBd Gewinn verwendet und für den 13-cm-Bereich eine Parabolantenne mit 136 cm Durchmesser und 25 dBd Gewinn. Die Antennen wurden mittels einer Eigenbau-Montierung mit Schrittmotorsteuerung nachgeführt.
Als Empfänger wurden Amateurfunkgeräte verwendet, die entsprechend modifiziert wurden.